# فرناندو منديز
فرناندو منديز (بالإسبانية: Fernando Méndez)‏ (4 نوفمبر 1984 في الأرجنتين - ) هو لاعب كرة قدم أرجنتيني في مركز الوسط. لعب مع كيلمس ونادي ديبورتيفو سان خوسي وديبورتيس أنتوفاغاستا.

## وصلات خارجية
- فرناندو منديز على موقع قاعدة بيانات كرة القدم.إي يو (الإنجليزية)
- فرناندو منديز على موقع Soccerway.com (الإنجليزية)